# Rumeli Feneri
El Rumeli Feneri (Far de Rumeli en turc) o Türkeli Feneri és un far al nord d'Istanbul que marca l'entrada al Bòsfor. Se situa al poble de Rumelifeneri al districte de Sarıyer, Província d'Istanbul.